# Chassey-lès-Montbozon
Chassey-lès-Montbozon è un comune francese di 229 abitanti situato nel dipartimento dell'Alta Saona nella regione della Borgogna-Franca Contea.

## Società

### Evoluzione demografica
Abitanti censiti